# Jack Butler (giocatore di football americano)
John Bradshaw Butler, detto Jack (Pittsburgh, 12 novembre 1927 – Pittsburgh, 11 maggio 2013), è stato un giocatore di football americano statunitense che giocava nel ruolo di cornerback per i Pittsburgh Steelers della National Football League ed è stato inserito nella Pro Football Hall of Fame nel 2012.

## Carriera professionistica

### Pittsburgh Steelers
Butler fu firmato come free agent non scelto nel Draft 1951 dai Pittsburgh Steelers, dopo aver giocato per l'università St. Bonaventure. Butler divenne un defensive back ed occasionalmente un wide receiver per gli Steelers.
Nella sua stagione da rookie, Butler intercettò 5 passaggi per 142 yard. Nel 1953, egli ebbe 9 intercetti di cui due ritornati in touchdown. Nel 1957, Jack guidò la lega in intercetti con dieci, di cui quattro vennero nella gara coi Washington Redskins il 13 dicembre 1953. Uno di questi intercetti risultò in un touchdown da 35 yard che diede la vittoria agli Steelers 14-13. Esso pareggio un record. L'anno seguente, Butler stabilì un record con due intercetti ritornati in touchdown ed un record in carriera di 10 intercetti.
Sul fronte offensivo, Butler segnò un touchdown e poi calciò il punto addizionale contro i New York Giants. Ciò avvenne verso la fine della partita e Butler ricevette il passaggio da touchdown da Jim Finks.
Nel 1958, Butler aggiunse altri nove intercetti alla sua lista. Durante la stagione 1959, dopo aver guadagnato due intercetti, fu costretto a ritirarsi a causa di un infortunio alla gamba subito quando il tight end Pete Retzlaff dei Philadelphia Eagles rotolò sul ginocchio di Butler.
Butler non guadagnò mai più di 12.000 dollari come giocatore degli Steelers.
Butler fu convocato per quattro Pro Bowl consecutivi nel periodo 1956–1959. In carriera in totale mise a segno 52 intercetti e 865 yard.

## Palmarès
- (4) Pro Bowl (1955, 1956, 1957, 1958)
- (3) All-Pro (1957, 1958, 1959)
- Formazione ideale della NFL degli anni 1950
- Formazione ideale di tutti i tempi dei Pittsburgh Steelers
- Formazione del 50º anniversario dei Pittsburgh Steelers
- Squadra delle leggende dei Pittsburgh Steelers
- Pro Football Hall of Fame (indotto nel 2012)